# Sorex gracillimus
Sorex gracillimus — вид роду мідиць (Sorex) родини мідицевих.

## Поширення
Країни поширення: Китай, Японія, Корейська Народно-Демократична Республіка, Росія. Цей вид населяє луки і хвойні ліси в низовині і невисоких гірських районах. Уникає сільськогосподарських районів. 

## Звички
Харчується в основному безхребетними. Відтворення відбувається з травня по жовтень, з піком влітку. Дає до 3 виводків на рік, з 3–8 (частіше 5–6) дитинчатами в кожному.

## Загрози та охорона
Немає серйозних загроз для цього виду. Зустрічається в охоронних районах.